# Олексій Горошкович
Олексій Горошкович (XVI ст., Перемишль) — живописець. Автор творів: ікона «Успіння Богородиці» з села Смільник (1547), намісна ікона «Богородиця» та «Нерукотворний Спас» з с. Устиянів — Горішня, ікона «Богородиця» з Ровеня (тепер у Польщі).

## Авторський стиль
Віра Свєнціцька в комплексній праці «Історія українського мистецтва» (Т.2, К.,1967 р.) писала про творчу манеру Олексія Горошковича: «Почерку майстра Олексія притаманна каліграфічність рисунка і деяка сухуватість колориту, де кіноварна червінь і синява зелень вносять дещо виразніші акценти. Тональне висвітлення білилом надає формам різкої чіткості, в моделюванні обличчя майстер застосовує лагідні переходи від зеленкуватого санкіру до світлої вохри, уникаючи штрихування».

## Галерея

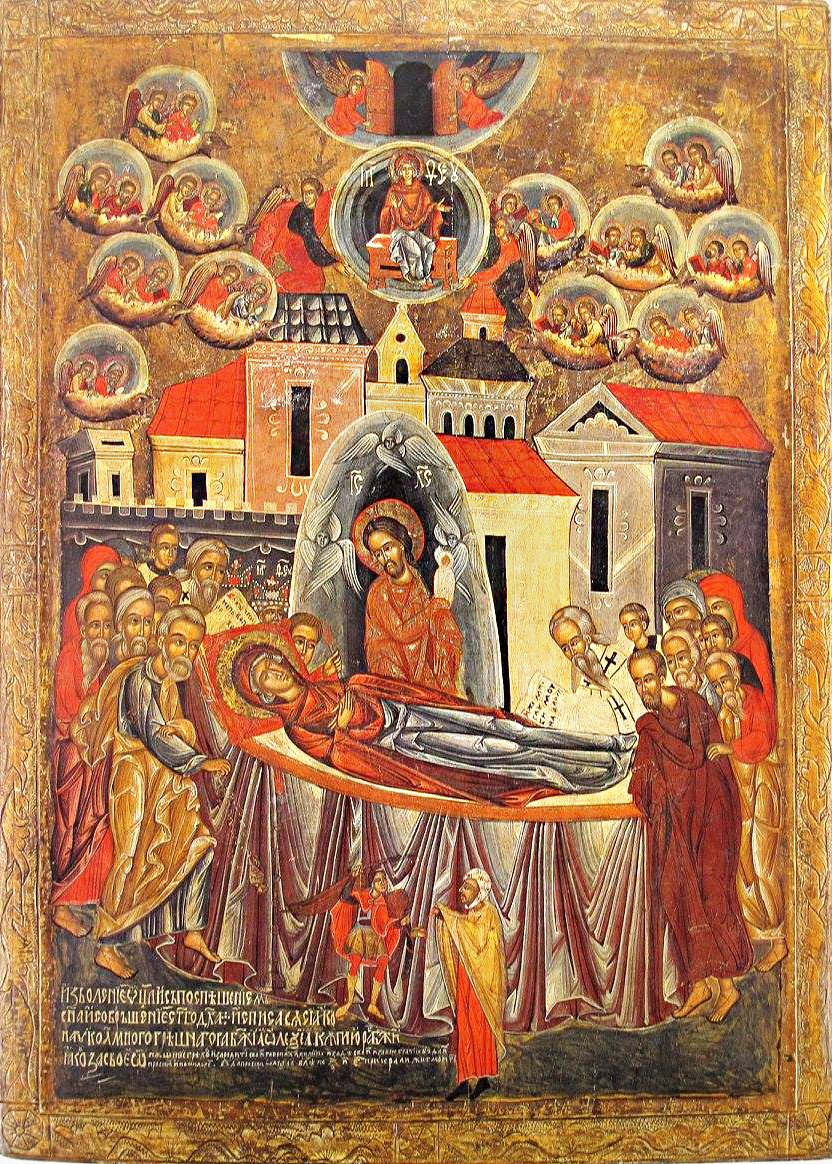
Ікона Успіння Богородиці із Смільника.
Спас Нерукотворний із с. Устиянів-Горішня.